# Emma Iljinitschna Tschudinowskich
Emma Iljinitschna Tschudinowskich (russisch Эмма Ильинична Чудиновских; * 16. Mai 1936 in Swerdlowsk; † 19. April 1970 in Iwano-Frankowsk) war eine sowjetische Mediävistin und Hochschullehrerin.

## Leben
Tschudinowskich studierte 1953–1958 in Swerdlowsk an der Staatlichen Gorki-Universität des Uralgebiets in der Historischen Fakultät. Darauf war sie dort Assistentin am Lehrstuhl für Allgemeine Geschichte. Sie lehrte Mittelaltergeschichte und Latein. Ab 1960 absolvierte sie auch die dreijährige Aspirantur bei Michail Sjusjumow.
Ab Oktober 1965 arbeitete und lehrte Tschudinowskich in  Iwano-Frankowsk am Pädagogik-Institut. Sie verteidigte 1968 an der Iwan-Franko-Universität Lwow ihre Dissertation über den Handel der dalmatinischen Städte im mittleren und östlichen Mittelmeerraum vom Ende des 13. bis zur ersten Hälfte des 15. Jahrhunderts auf der Basis von Materialien aus Trau, Ragusa und Cattaro mit Erfolg für die Promotion zur Kandidatin der historischen Wissenschaften. Für ihre Untersuchungen hatte sie erstmals in der sowjetischen Historiographie griechische Portolane mit Informationen über Landmarken, Strömungen und Hafenverhältnisse ausgewertet.
Darauf wurde Tschudinowskich Dozentin des Lehrstuhls für Allgemeine Geschichte der Historisch-Pädagogischen Fakultät des Pädagogik-Instituts Iwano-Frankowsk.
Tschudinowskich starb in der Nacht vom 19. zum 20. April 1970 in Iwano-Frankowsk. Ihr Grab auf dem städtischen Kiewer Friedhof ist nicht erhalten.